# Hadleigh (Essex)
Pour les articles homonymes, voir Hadleigh.
Hadleigh est une ville et une ancienne paroisse civile de l'Essex, en Angleterre.
Les épreuves masculines et féminines de VTT cross-country des Jeux olympiques d'été de 2012 se sont déroulées à Hadleigh Farm les 11 et 12 août.